# باچیتسا
باچیتسا (به صربی: Baćica) یک روستا در صربستان است که در توتین، صربستان واقع شده‌است. باچیتسا ۳۴۷ نفر جمعیت دارد.